# Крстјо Крстев
Др Крстјо Котев Крстев (буг. Кръстьо Котев Кръстев) је био први бугарски књижевни критичар и професионални књижевни историчар, писац, публицист, преводилац, јавна личност, члан књижевног круга „Мисао“.

## Биографија
Рођен је 31. маја 1866. у Пироту где је завршио основну школу. 1878. године заједно са таласом избеглица његова породица се преселила у Бугарску. У истој години уписао се на новоотвореној Прву софијску гимназију за дечаке у Софији. Школа је била класичан тип, ту је добио солидно познавање старогрчког, француског, немачког, руског језика и стенографије. 1885. године уписао се као студент филозофије на Универзитету у Лајпцигу. Био је добровољац у српско-бугарском рату.
1888. године одбранио дисертацију о метафизичким филозофским концепцијама душе. У Лајпцигу формирао је своје идеалистичке филозофске ставове и добио је академски степен доктора наука. После његовог дипломирања Крстев се вратио у Бугарску да постане директор Педагошке школе у Казанлаку (1888—1890) а затим учитељ логике, психологије и етике у Прву софијску гимназију за дечаке (1890—1891). У 1892. био је запослен бугарског Министарства спољних послова као преводилац. Након отварања Универзитета у Софији Крстев је именован као предавач филозофије у 1895—1896, 1899-1907, и 1908—1919. У 1899 — 1904. он је опет био учитељ у Прву софијску гимназију за дечаке, у 1907—1908 је био директор Педагошке школе у Скопљу, Македонији. Прихваћен је од стране Бугарског књижевног друштва (данас Бугарске академије наука), као дописни члан 1898, постао је пуноправни члан у 1900. Умро је 15. априла 1919. у Софији.